# Leviapseudes hanseni
Leviapseudes hanseni är en kräftdjursart som först beskrevs av Lang 1968.  Leviapseudes hanseni ingår i släktet Leviapseudes och familjen Apseudidae. Inga underarter finns listade i Catalogue of Life.